# Тест на вербальную беглость
Тест на вербальную беглость (англ. verbal fluency test) — вид психологического теста, в котором участники должны вспомнить и сказать наибольшее количество слов из заданной категории за данный период времени (как правило, 60 секунд). Эта категория может быть семантической (например, «животные» или «фрукты») или фонематической (например, «слова, начинающиеся с определённой буквы»). Тест на семантическую вербальную беглость иногда называется тестом на беглость по категории, или «фрилистингом», в то время как тест с использованием букв слова также называют тестом на фонематическую беглость. Самый используемый фонематический вариант — контролируемый устный ассоциативный тест. Несмотря на то, что наиболее распространённым показателем эффективности является общее количество слов, важны и другие метрики, такие как количество повторений, количество и длина групп слов из одной семантической или фонематической подкатегории или количество смен категорий.